# Der Frieden
Der Frieden ist eine von Aristophanes geschriebene Komödie. Sie erhielt 421 v. Chr. den zweiten Preis bei den Dionysien. Es ist das einzige dreiaktige der erhaltenen Stücke des Dichters; es umfasst 1357 Verse.

## Handlung
Der griechische Winzer Trygaios fliegt auf einem Mistkäfer in den Olymp, um Zeus zu fragen, was er mit den ständig Krieg führenden Griechen im Sinn habe. Von Hermes erfährt er, dass die Götter sich wegen des Kriegslärms, angefacht durch athenische Politiker wie Perikles, in höhere Himmelsebenen zurückgezogen haben und Eirene, die Göttin des Friedens, von Polemos, dem personifizierten Krieg, in eine Schlucht gesperrt wurde. Polemos ist gerade dabei, einige griechische Städte im Mörser zu zerstampfen; Kydoimos, sein Diener, hilft ihm dabei. Deswegen herrscht nun überall in Griechenlands Städten Krieg. Daraufhin holt Trygaios mit Hilfe des Chors Eirene aus der Schlucht heraus und mit ihr Opora, die Göttin der Ernte, und Theoria, die Göttin der Festesfeier. Mit den drei Göttinnen fliegt Trygaios nach Hause und hält zunächst eine Opferzeremonie ab. Dabei erscheint der stets Krieg fordernde Seher Hierokles und will sie aufhalten, verlangt aber im Gegenzug einen Anteil an dem Opfertier. Trygaios und sein Sklave jagen den Heuchler davon. Ein Sensenschmied und ein Töpfer preisen anschließend den Winzer, weil sie am Frieden verdienen. Andererseits werfen ihm ein Lanzenmacher und ein Waffenhändler vor, sie um ihre Geschäfte gebracht zu haben. Das Schauspiel endet in der Hochzeitsfeier von Trygaios und Opora, und Trygaios gilt am Ende der Komödie als Wohltäter an Griechenland.

## Neuzeitliche Wahrnehmung
Eine frühe neuzeitliche Aufführung fand 1540 am Trinity College statt. Das Stück diente neben Die Wespen zu Beginn des 17. Jahrhunderts an der St.-Johann-Kirche in Hamburg als Schulliteratur. Im Jahr 1917 verfasste Hugo Blümner das Drama Krieg und Frieden, in dem er Motive aus Die Acharner und Der Frieden verschmolz. Eine ähnliche Kombination schuf Lion Feuchtwanger im Jahr 1918 mit seinem Stück Friede. Ein burleskes Spiel nach den ‚Acharnern‘ und der ‚Eirene‘ des Aristophanes. 1934 wurde Aristophanes’ Komödie auch in Paris auf die Bühne gebracht.
Der Philologe Jürgen Werner bewertete Trygaios’ Ritt auf dem Mistkäfer als Parodie auf Pegasosdarstellungen in Euripides’ Werken.
Peter Hacks bearbeitete das Schauspiel 1962.

## Hochschulschriften
- Fabian Zogg: Lust am Lesen: Literarische Anspielungen im Frieden des Aristophanes. Beck, München 2014, ISBN 978-3-406-65972-0 (Dissertation Universität Zürich 2013).
- Stylianos Chronopoulos: Spott im Drama. Dramatische Funktionen der persönlichen Verspottung in Aristophanes’ Wespen und Frieden. Verlag Antike, Heidelberg 2017, ISBN 978-3-938032-67-1 (Dissertation Universität Freiburg 2010, urn:nbn:de:bsz:25-opus-93735).
- Koen Vanhaegendoren: Die Darstellung des Friedens in den Acharnern und im Frieden des Aristophanes: stilistische Untersuchungen (= Münsteraner Beiträge zur klassischen Philologie, Band 3), Lit, Münster 1996, ISBN 3-8258-2986-3 (Dissertation Universität Hamburg 1996).